# هيو غراهام
هيو غراهام (بالإنجليزية: Hugh Graham)‏ هو حكم التزلج على الجليد ‏ أمريكي، ولد في القرن العشرين.